# Sudden Motion Sensor
Sudden Motion Sensor (SMS) (pol.: czujnik nagłej zmiany ruchu) – jest to wbudowany w dysk twardy czujnik zaprojektowany do ochrony przed uszkodzeniem wskutek działania gwałtownych przyspieszeń lub wibracji.
Przykładowo – gdy komputer jest zrzucany ze stołu, SMS od razu wyczuwa nagłą zmianę ruchu i parkuje głowicę dysku twardego, by zmniejszyć ryzyko uszkodzenia w momencie zderzenia komputera z podłogą i doznania dużego przyspieszenia ujemnego. Kiedy SMS wyczuje, że komputer znów znajduje się w pozycji stabilnej, odblokowuje głowicę i dysk wznawia normalną pracę.